# West Ryde

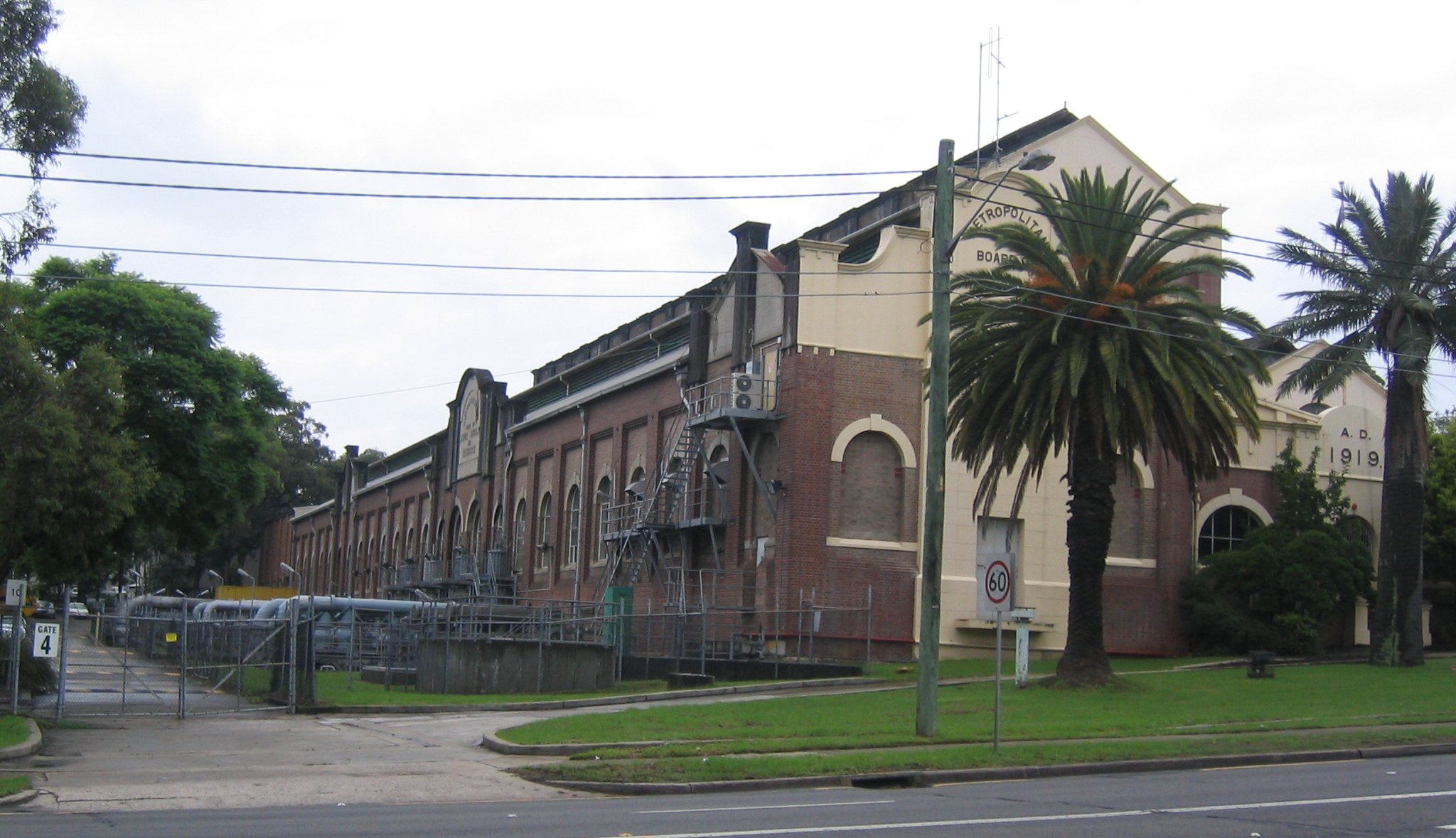
Pumpwerk West Ryde an der Victoria Road (1890)

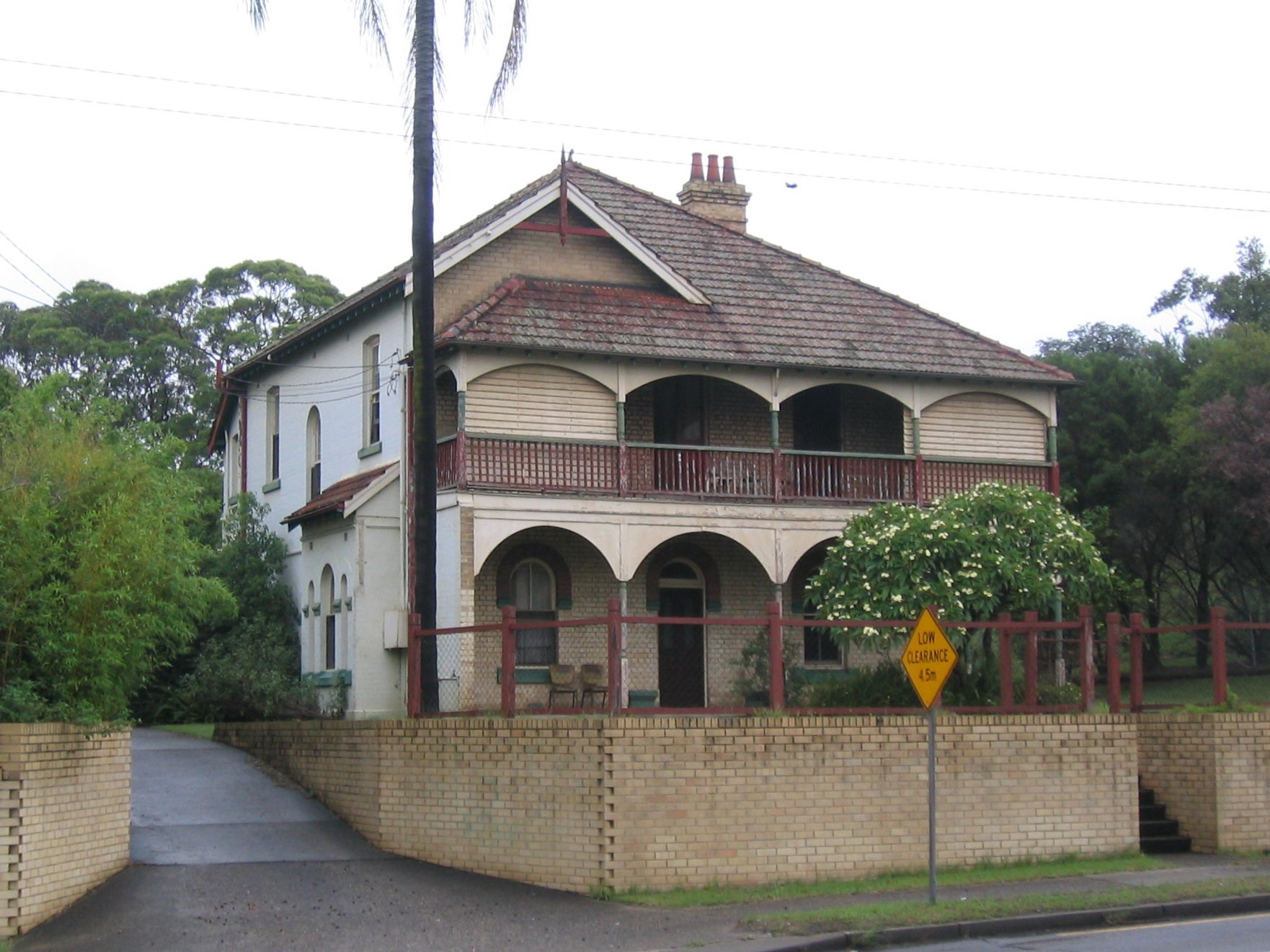
Wohnhaus des Chefs des Pumpwerkes an der Victoria Road

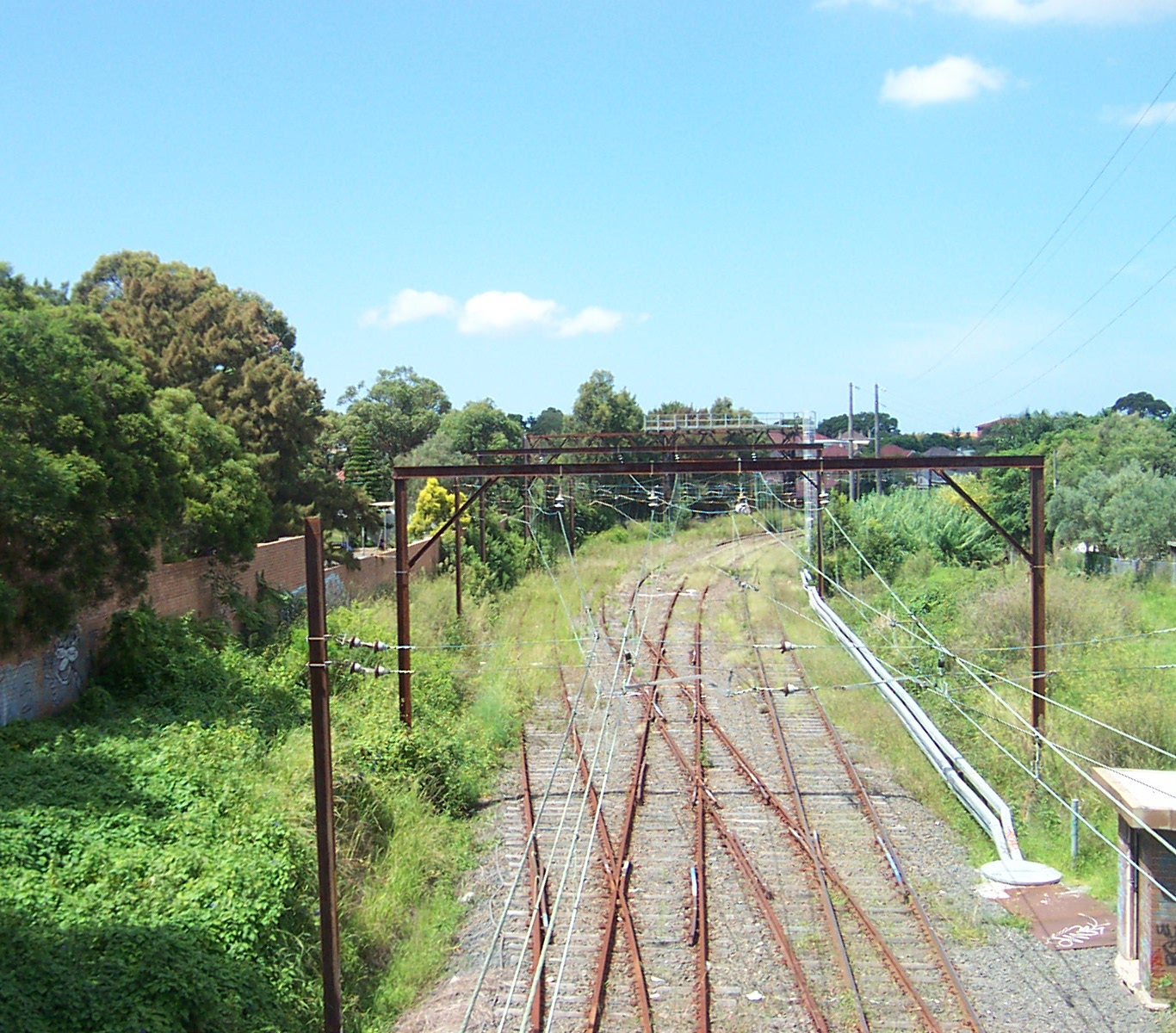
Schienen der Northern Line beim Bahnhof West Ryde

West Ryde ist ein Vorort von Sydney in Australien, 16 km nordwestlich der Innenstadt von Sydney. Er gehört zur Local Government Area Ryde City und ist Teil der nördlichen Vororte von Sydney.
Ryde, North Ryde und East Ryde sind benachbarte Vororte. Denistone, Denistone West, Meadowbank und Melrose Park haben mit 2114 die gleiche Postleitzahl wie West Ryde.

## Geschichte
West Ryde war eine Erweiterung von Ryde, das nach dem Ryde Store, einem Ladengeschäft von G. M. Pope benannt war. Er benannte sein Geschäft nach seinem Geburtsort Ryde auf der Isle of Wight.

## Wirtschaft
In West Ryde gibt es ein Einkaufszentrum in der Nähe des Bahnhofes und die Sydney Water Station, die fast den ganzen Norden von Sydney mit Trinkwasser versorgt.
West Ryde Marketplace ist ein mittelgroßes Einkaufszentrum mit einem Woolworths-Supermarkt, verschiedenen Ladengeschäften und der West Ryde Library. Seit das neue Einkaufszentrum 2005 eröffnet wurde, zog es viel Kundschaft vom alternden Top Ryde Shopping Centre in Ryde ab, das schließlich schließen musste und jetzt renoviert wurde.

## Verkehr
Der Bahnhof liegt an der Northern Line von Sydneys CityRail. Neben dem Bahnhof gibt es einen Busbahnhof, der von den Linien 501, 520, 523, 524, 534 und 543 angefahren wird.

## Gebäude
West Ryde hat eine Reihe historischer Bauwerke, wie z. B. das Addison, das zweitälteste noch erhaltene Gebäude Australiens. Die Wohngebäude des Vorortes sind vorwiegend auf ¼-Acre-(1011 m²)-Grundstücken errichtete Einzelhäuser in einem Querschnitt australischer Baustile, wie z. B. Federation-Häuser (1890–1920), kalifornische Bungalows (aus Holz, 1910–1939), Häuser aus der Zeit der Weltwirtschaftskrise aus Schalbrettern oder Spanplatten mit Wellblechdächern, und Ziegelhäuser aus den 1960er-Jahren. Es gibt auch etliche Appartementhäuser in Ziegelbauweise aus der Askin-Ära auf  gepflasterten ½-Acre-(2022 m²)-Grundstücken.
Früher war West Ryde ein Arbeitervorort, in dem es viele Fabriken gab, vor allen Dingen in Richtung Meadowbank. Diese alten Fabriken werden nach und nach abgerissen und an ihrer Stelle entstehen Appartementblocks mit Blick auf den Parramatta River und das Olympiagelände. So erhält der Vorort nach und nach eine reicherer Bevölkerung.

## Galeriebilder

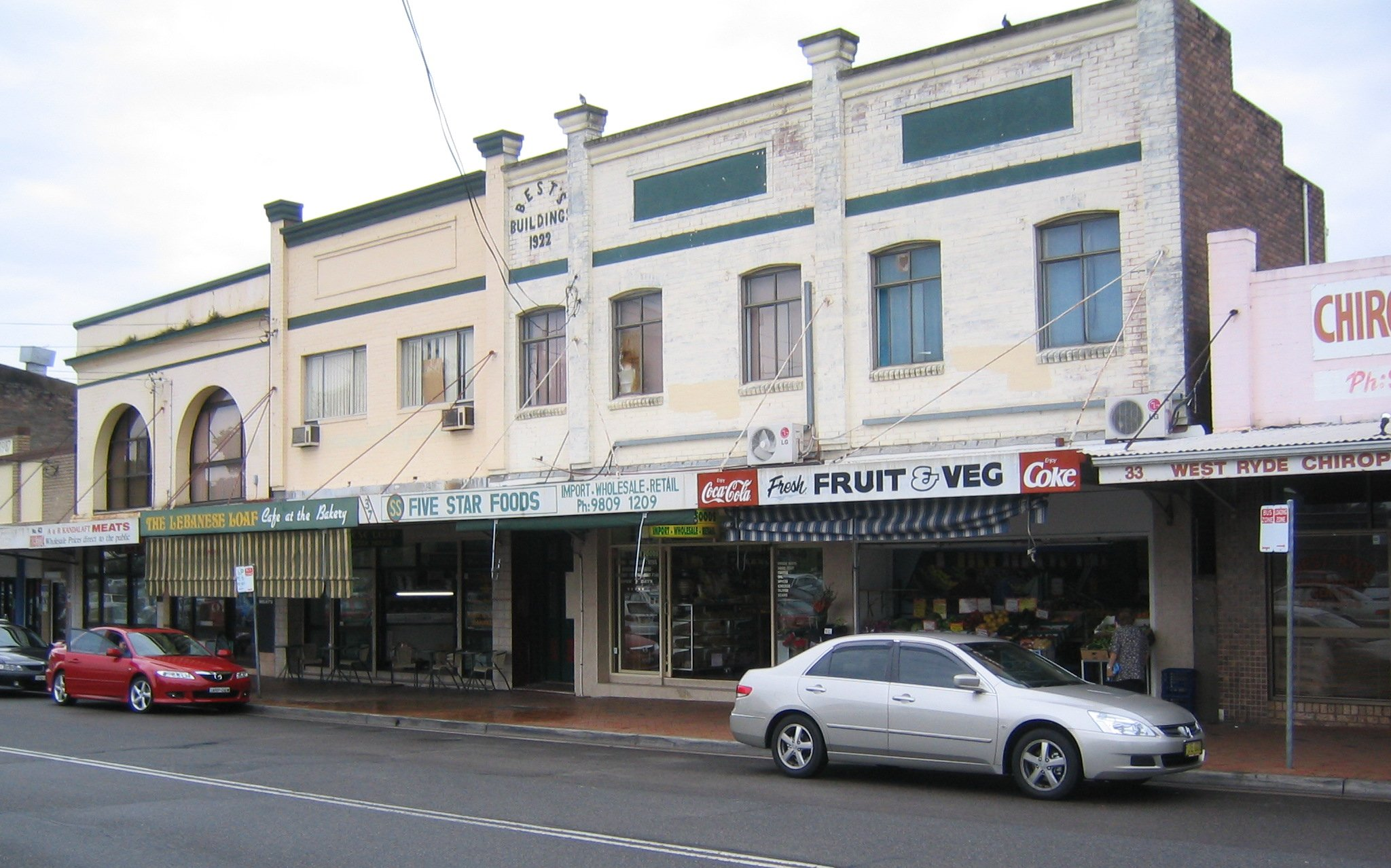
Ladengeschäfte an der Ryedale Road
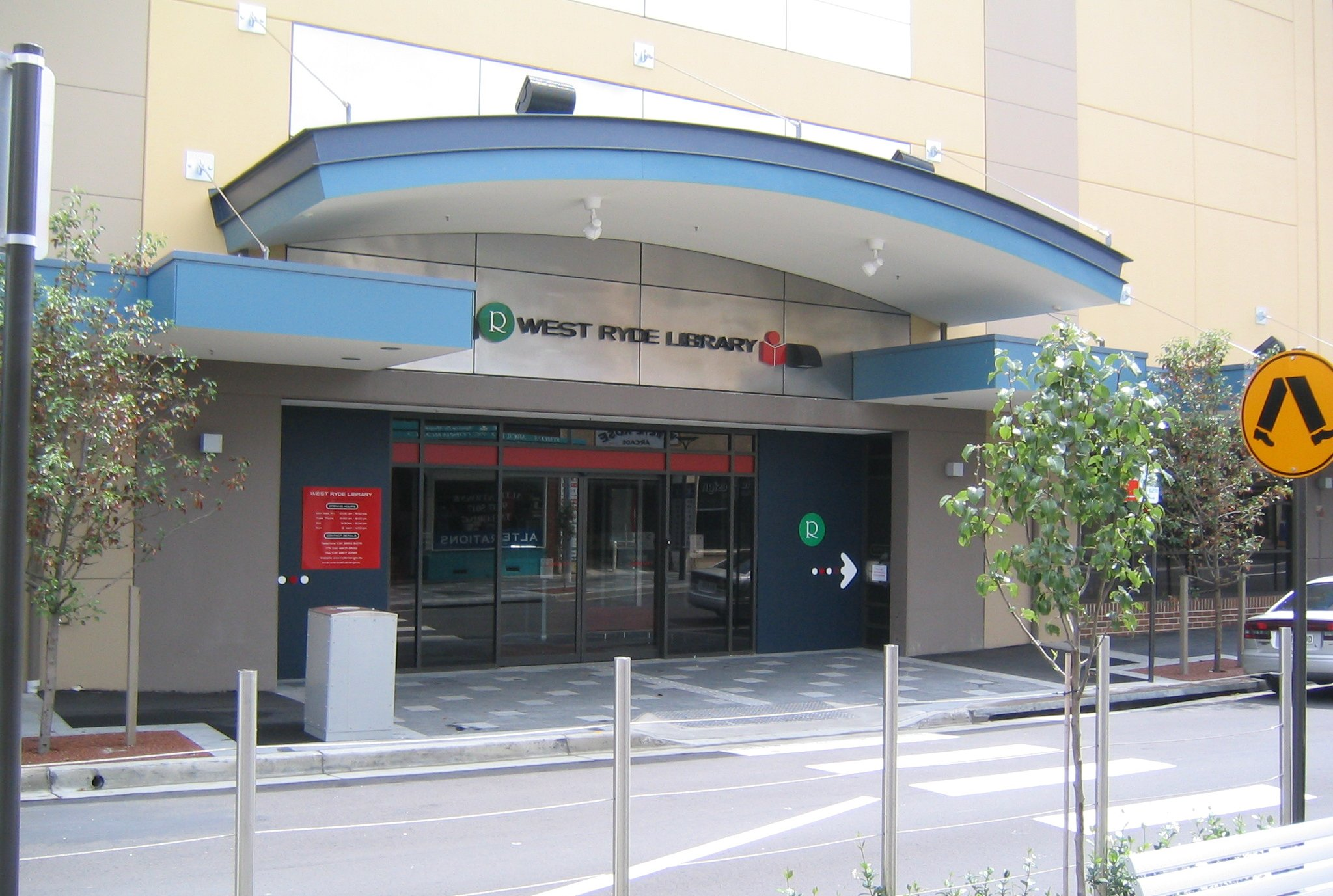
Bücherei von West Ryde
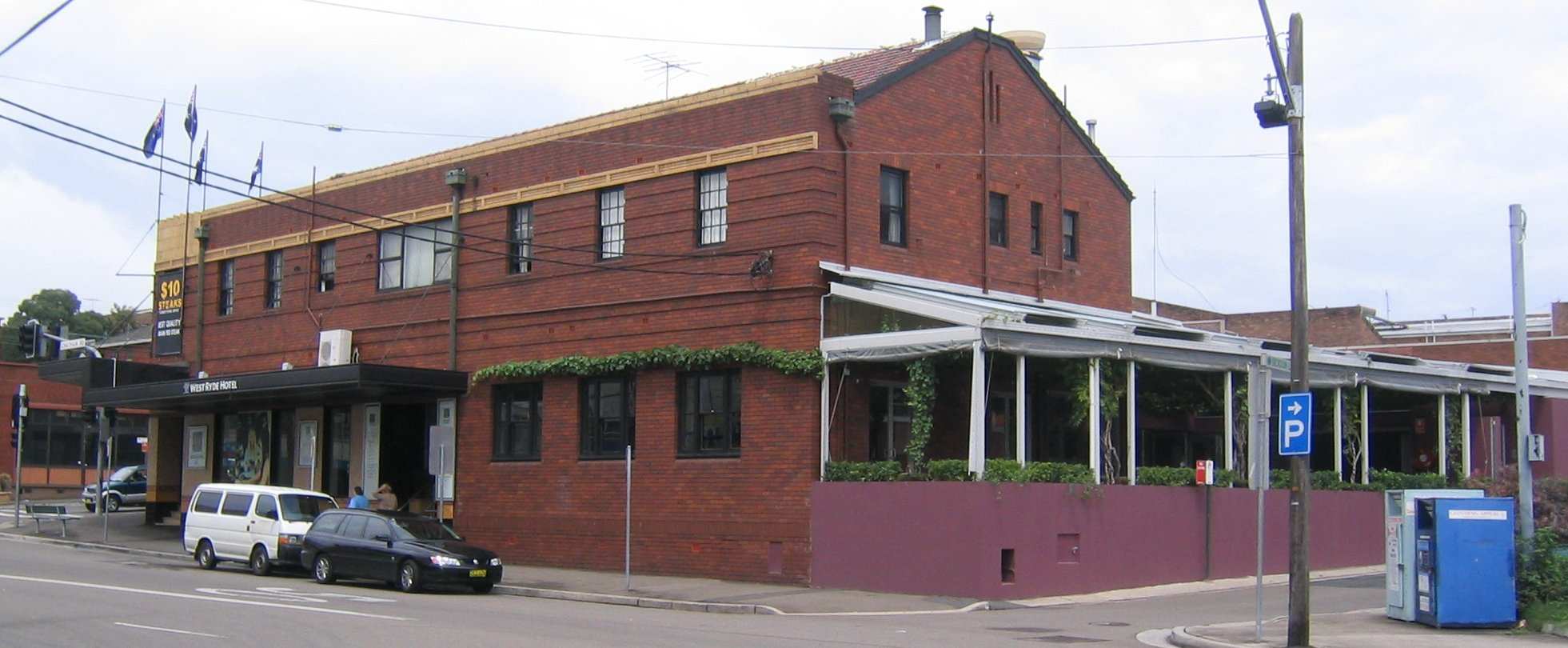
Hotel von West Ryde
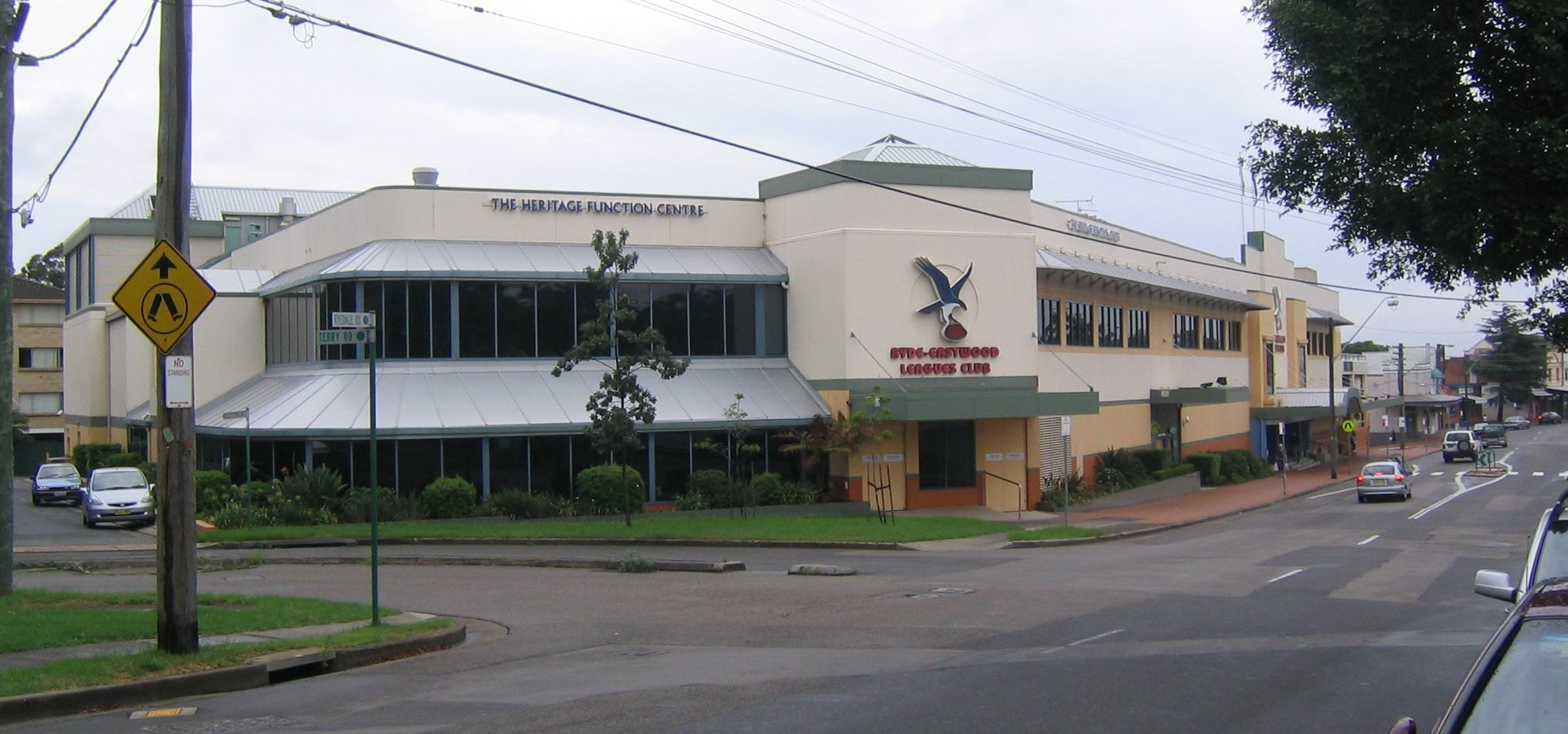
Ryde Eastwood Leagues Club
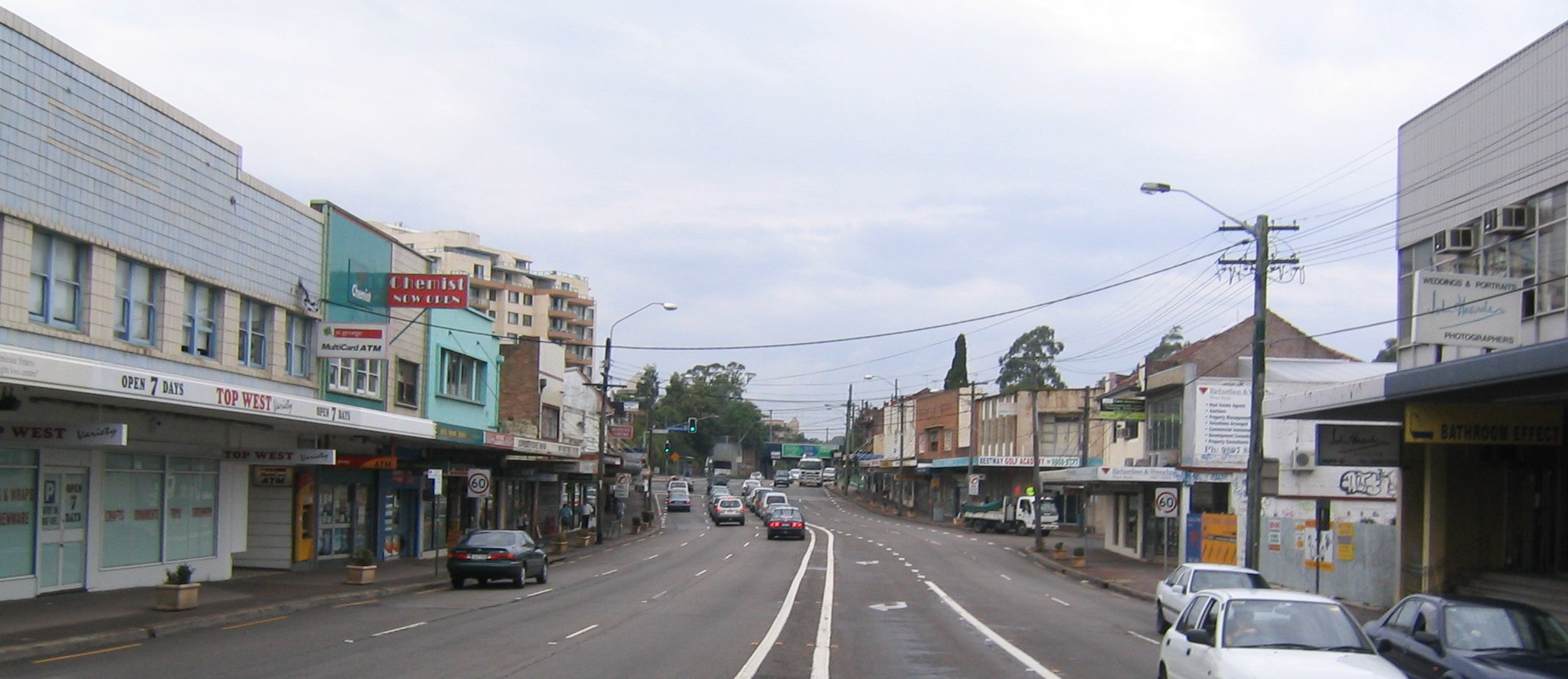
Ladengeschäfte an der Victoria Road
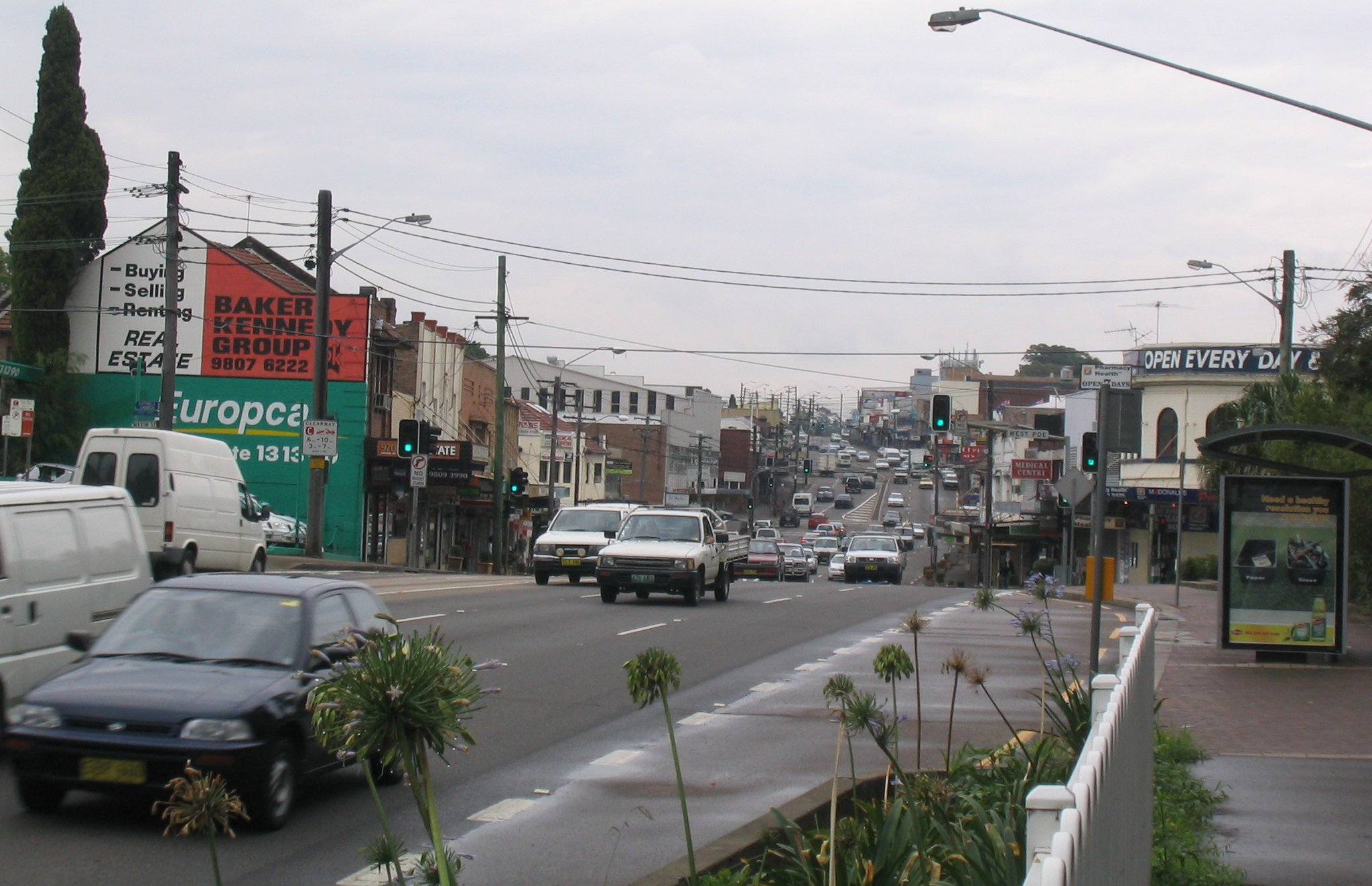
Victoria Road
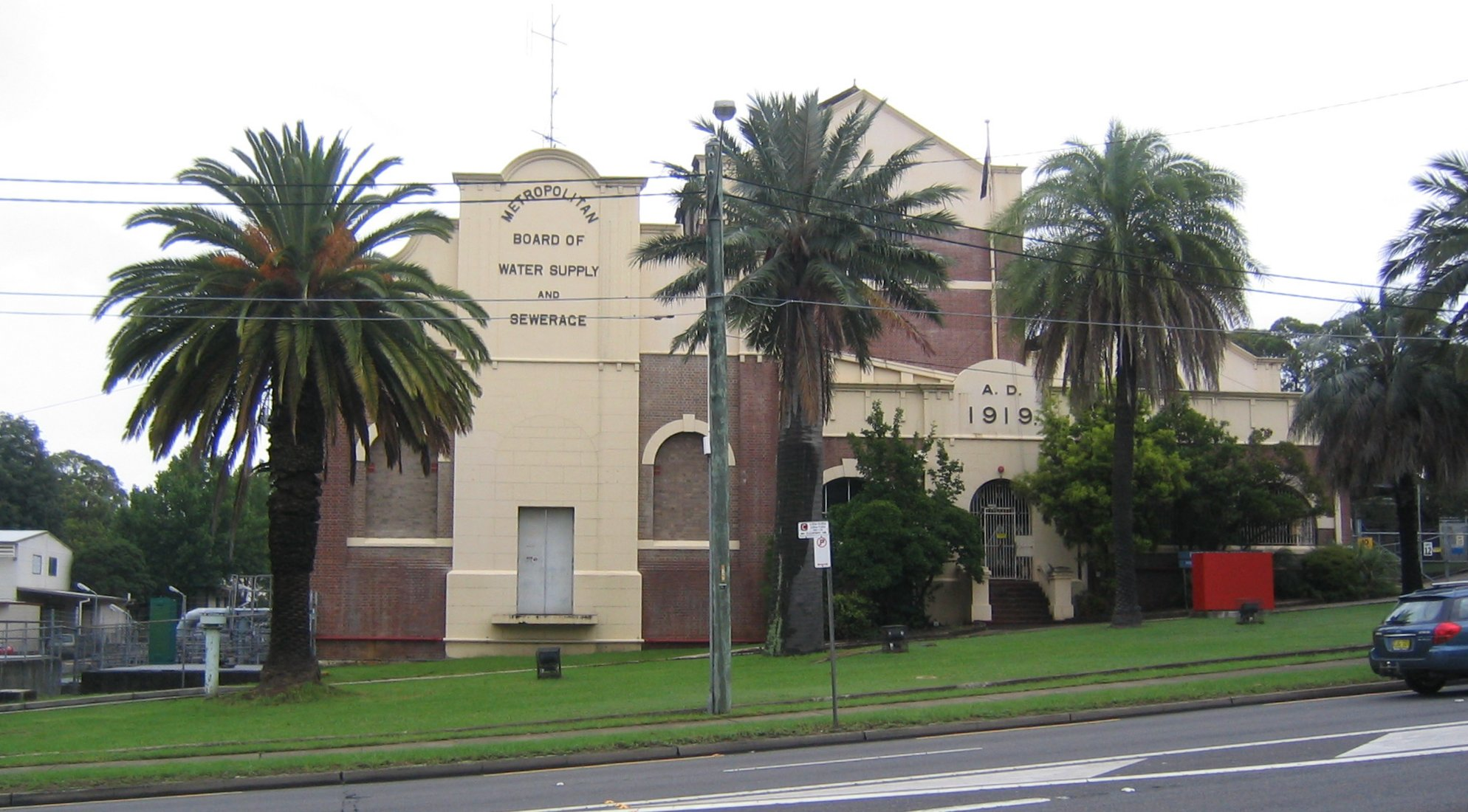
Pumpwerk
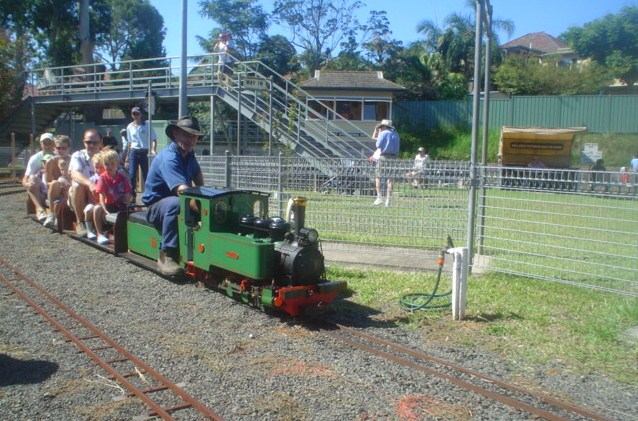
Minieisenbahn in West Ryde (2007)